# Angos
Angos é uma comuna francesa na região administrativa de Occitânia, no departamento dos Altos Pirenéus. Estende-se por uma área de 2,98 km², Em 2010 a comuna tinha 228 habitantes (densidade: 76,5 hab./km²)..